# Markgraafschap Baden (1112-1535)
Het markgraafschap Baden was een markgraafschap in het Heilige Roomse Rijk. Het graafschap bestond in 1112 tot 1535 toen het markgraafschap werd het opgesplitst in de twee markgraafschappen Baden-Baden en Baden-Durlach. Het markgraafschap werd geregeerd door het huis Zähringen.

## Geschiedenis
Tijdens de middeleeuwen heerste het graafschap Zwaben over het markgraafschap. De eerste markgraaf van Baden, uit een zijlinie van de hertogen van Zähringen, was Herman II  (regeerde 1074-1130), de zoon van Herman I. Bij zijn aantreden als markgraaf werd Baden onafhankelijk van Zwaben. Hij bestuurde het gebied rond de stad Baden, die nu Baden-Baden heet. Hij bestuurde het gebied vanuit zijn slot Hohenbaden hoog boven de thermen van de stad, dat hij na het markgraafschap Verona via zijn vader verkreeg. Hij regeerde over het markgraafschap tijdens het vacuüm van de huizen Zähringen en Hohenstaufen in het hertogdom Zwaben.
Onder zijn zoon Herman III (1130-1160) en kleinzoon Herman IV (1160-1190) werd Baden opgesplitst in Baden-Baden en  Baden-Hachberg. Dit laatste werd een eeuw later wederom verdeeld in Baden-Hochberg en Baden-Sausenberg.
De originele machtsbasis lag in de middelloop van de Neckar rond Backnang, Besigheim en de nieuwe verworven gebieden in de bovenloop van de Rijn. In 1219 werden de gebieden verbonden door de verovering van Pforzheim uit de erfenis van Herman V. Zijn zoon en kleinzoon, Herman genaamd, voegden het gebied van Hendrik V toe aan het markgraafschap.
In de twaalfde en dertiende eeuw kreeg de partij die het Badense huis Hohenstaufen ondersteunden het gebied tussen Backnang, Stuttgart en Karlsruhe en gebieden langs de rivier Murg in de regio Breisgau in hun bezit en ze voegden dit gebied toe aan het markgraafschap. Het huis Baden-Baden was succesvol in het verkrijgen van gebied en bezittingen.
Na een aantal delingen werd het gebied in 1391 door Bernard I herenigd. Bernard vervolgde het werk van zijn voorgangers en hij vergaarde meer gebied waaronder het gebied van Baden-Hochberg, de heersende lijn die in 1418 uitstierf. Vanaf 1490 was hij markgraaf van Hachberg. Bernard I heroverde het gebied in 1415 en hij probeerde een eigen markgraafschap van Hachberg-Sausenberg te maken dat tot het uitsterven van de lijn in 1503 bleef bestaan.
Belangrijk voor het behoud van het markgraafschap was de verwerving van de steden Lahr en Mahlberg. In 1442 werd er een verbinding gemaakt tussen het zuidelijke deel van de Breisgau en het noordelijke deel rond Baden-Baden. In de late middeleeuwen maakte het markgraafschap in financiële en administratieve zin door naar een Badense vorstelijke staat. Het markgraafschap was een belangrijke staat tussen het gebied van de Habsburgers en het hertogdom Württemberg.
Tijdens de rest van de vijftiende eeuw kwam het markgraafschap in oorlog met het Paltsgraafschap aan de Rijn die Karel I, die overleed in 1475, verloor en raakte een groot deel van zijn gebied kwijt. Deze gebieden werden terugveroverd door markgraaf Christoffel I (1475-1515). In 1503 stierf de lijn Baden-Sausenberg en verenigde Christiaan geheel Baden.
Markgraaf Christof I van Baden breidde de bezittingen van het huis sterk uit. Hij was stadhouder van Luxemburg in dienst van het Habsburgse bestuur in de Nederlanden. In 1492 werd hij beleend met de Luxemburgse heerlijkheid Rodemachern. In 1497 kocht hij een aandeel in de heerlijkheden Lahr en Mahlberg van de graven van Moers-Saarwerden. In 1503 erfde hij na het uitsterven van Baden-Hachberg de heerlijkheden Röteln en Sausenberg. Ten slotte kocht hij in 1505 een aandeel in het graafschap Eberstein. Christof wilde aanvankelijk dat hij zou worden opgevolgd door zijn lievelingszoon, de bekwame markgraaf Philips I. Nadat zijn gezondheid slecht was geworden, stemde hij toch met een deling in en legde deze bij testament in 1515 vast en vervolgens trad hij af. Hierdoor verkreeg Filips I het gebied met Baden, Durlach en Pforzheim.
Na zijn dood in 1527 werd het gebied verdeeld onder zijn zonen Filips (1515-1533), Ernst I (1515-1553) en Bernhard III (1515-1536). Filips stierf kinderloos in 1533. Na de dood van Filips werd zijn land verdeeld in 1535 onder zijn broers Ernst en Bernard. Eerst bestuurden ze het gebied van Filips gezamenlijk, dat later verdeeld werd. Er ontstond de katholieke Bernhardijnse linie markgraafschap Baden-Baden  en noordelijk daarvan de gereformeerde  Ernestijnse linie markgraafschap Baden-Durlach die tot 1565 Baden-Pforzheim heette.